# Georges Charles Émile Colin
Georges Charles Émile Colin, también conocido como « docteur Colin», (Les Essarts, 5 de septiembre de 1853 - Marsella, 1 de mayo de 1902) fue un médico y explorador francés.  

## Biografía
Fue médico de la Marina francesa y participó en las campañas topográficas de Gustave Borgnis-Desbordes en Senegal, en los años 1881 y 1882. En 1883, defendió una tesis ante la facultad de medicina de París titulada Contribution à la géographie médicale du Haut-Sénégal [Contribución a la geografía médica del Alto Senegal].
En 1883, el Ministerio de Marina le encargó visitar los distritos auríferos de la región de Bambuque. Salió de Bakel en julio de 1883 con diez mil francos en mercancías y se dirigió a Sénoudébou, donde recibió cartas de recomendación para los jefes de Bambuque. Cruzó el río Falémé, llegó a Kéniéba en septiembre y alcanzó la primera mina de oro de Bambuqe en Sola. En noviembre de 1883, en Tambaoura, firmó un tratado comercial con el rey. Luego marchó hacia el río Bafing y entró en Kassama, que fue el primer europeo en descubrir. En el viaje de regreso, visitó las minas de oro de Diébédougou y llegó de nuevo a Bakel en marzo de 1884.
En 1885 narró sus viajes en la obra Haut-Sénégal. Exploration sur la Falémé [Alto Senegal. Exploración en el Falémé].